# Franck Matingou
Franck Matingou est un footballeur congolais (RDC) né le 4 décembre 1979 à Nice (France).
Il a participé à la Coupe d'Afrique des nations 2006 avec l'équipe de République démocratique du Congo.

## Carrière
| Année   | Club         | Pays   |
| ------- | ------------ | ------ |
| 1996-97 | FC Martigues | France |
| 1997-98 | FC Martigues | France |
| 1998-99 | SC Bastia    | France |
| 1999-00 | SC Bastia    | France |
| 2000-01 | SC Bastia    | France |
| 2001-02 | SC Bastia    | France |
| 2002-03 | SC Bastia    | France |
| 2003-04 | SC Bastia    | France |
| 2004-05 | SC Bastia    | France |
| 2005-06 | SC Bastia    | France |
| 2008-09 | Red Star     | France |